# Disastro aereo di Madrid
Il disastro aereo di Madrid fu una collisione avvenuta il 7 dicembre 1983 tra due aerei su una pista dell'aeroporto di Madrid-Barajas. Un Boeing 727 dell'Iberia in fase di decollo colpì un McDonnell Douglas DC-9 dell'Aviaco, provocando la morte di 93 passeggeri e membri dell'equipaggio.

## La collisione
Il 7 dicembre 1983 un Boeing 727 di Iberia (compagnia aerea di bandiera spagnola) registrato come EC-CFJ ed operante il volo Iberia 350, un volo di linea avente come destinazione l'aeroporto Leonardo da Vinci-Fiumicino di Roma e pilotato dal comandante Carlos López Barranco, ricevette l'autorizzazione per il decollo dalla pista 01 dell'aeroporto di Madrid-Barajas in condizioni di fitta nebbia. Nello stesso lasso di tempo un DC-9 dell'Aviaco registrato come EC-CGS ed operante il volo Aviaco 134, sotto il comando del capitano Augusto Almoguera Pérez, stava rullando fino alla fine della stessa pista per poter decollare in direzione dell'aeroporto di Santander. Durante la corsa per il decollo del 727 l'equipaggio del DC-9 svoltò accidentalmente nella pista sbagliata, nella nebbia e rullò il proprio aereo sulla pista, nel percorso del 727. I piloti del 727 videro il DC-9 e tentarono di evitare la collisione ruotando il loro aereo per il decollo, tuttavia non avevano raggiunto la velocità di volo e la fusoliera posteriore colpì il DC-9. Entrambi gli aerei presero fuoco e furono distrutti. Tutte le 42 persone a bordo del DC-9 rimasero uccise, mentre sull'aereo dell'Iberia morirono in 51 (50 passeggeri e un membro dell'equipaggio) su 93 occupanti. Tra le persone uccise nel DC-9 c'era il pianista sudafricano Marc Raubenheimer.
Le operazioni di soccorso durarono tutto il giorno e parte del giorno successivo. Il giudice di turno, José Ruiz Ramo, si occupò del riconoscimento dei cadaveri e della certificazione delle morti. Nello stesso momento molti parenti si diressero all'aeroporto e una marea di persone congestionò gli ospedali per donare il sangue.

## L'incidente sul 727
Il volo IB 350 aveva iniziato la corsa per il decollo e aveva raggiunto una velocità di rotazione (Vr) di 260 km/h. Proprio mentre iniziava a sollevare il muso, una forte scossa mandò nel panico tutti gli occupanti e l'aereo iniziò una ripida discesa, schiantandosi pochi metri dopo e perdendo l'ala destra e il carrello di atterraggio. Rimase diviso in due e a causa del carburante caricato e della caduta divampò rapidamente un incendio nel velivolo.
Quarantadue persone riuscirono a fuggire vive, compreso il capitano e parte dell'equipaggio. Morirono 51 persone, tra cui un equipaggio di riserva in cabina passeggeri. Tra i defunti c'era anche José María Cagigal, il leader sportivo spagnolo più riconosciuto del suo tempo, fondatore dell'INEF e grande promotore della cultura sportiva, e l'attrice cinematografica messicana Fanny Cano (39 anni).

## L'incidente sul DC-9
Il volo AO 134 stava cercando di trovare l'inizio della pista, perso a causa dell'intensa nebbia. Secondo il rapporto i piloti sono stati guidati dalle luci sul lato, fino a quando non le hanno perse di vista. A bordo sono state date le istruzioni di sicurezza pre-volo.
In un attimo il tetto della cabina si è staccato e successivamente ha preso fuoco.
Morirono tutti a bordo. Uno di loro era il dottor César Llamazares Ortega, un eminente nefrologo che a quel tempo era direttore della CMN Marqués de Valdecilla. Un altro passeggero famoso era il pianista sudafricano Marc Raubenheimer, 30 anni. L'aereo esplose in mille pezzi e i pezzi più grandi furono alcuni sedili.
All'inizio si diceva che sull'aereo viaggiassero, tra gli altri, Severiano Ballesteros, famoso giocatore di golf spagnolo dell'epoca, e Miguel Ángel Revilla, deputato regionale della Cantabria che sarebbe poi diventato presidente della sua regione. Tuttavia, questo punto è stato rapidamente negato.

## Somiglianze con altri incidenti
Il Disastro aereo di Detroit, accaduto 7 anni dopo quello di Madrid, consistette nella collisione di due aerei della Northwest Airlines all'Aeroporto Metropolitano di Detroit-Contea di Wayne il 3 dicembre 1990. Questa si è verificata quando il volo 1482, un Douglas DC-9 operante da Detroit all'aeroporto internazionale di Pittsburgh, ha erroneamente rullato su una pista attiva in mezzo a una fitta nebbia ed è stato colpito da un Boeing 727 operante come volo 299 e in partenza  per l'aeroporto internazionale di Memphis. Un membro dell'equipaggio e sette occupanti del DC-9 persero la vita.

## L'indagine
Gli investigatori scoprirono che il Boeing 727 e il DC-9 erano entrati in collisione a causa della scarsa visibilità all'aeroporto nonché della segnaletica scadente, che portò il secondo aereo a entrare in pista senza autorizzazione mentre il Boeing 727 stava decollando.